# Đô la New Brunswick
Đô la New Brunswick đã là một loại tiền tệ của New Brunswick vào giữa những năm 1860 và 1867. Nó thay thế cho các pound ở một mức giá là 4 đô la = 1 pound (5 shillings = 1 đô la) và ngang bằng với Đô la Canada. Đô la New Brunswick đã được thay thế bằng đồng đô la Canada tại cùng mệnh giá khi New Brunswick gia nhập Liên bang Canada.

## Tiền xu
Tiền xu đã được ban hành vào giữa những năm 1861 và 1864 ở những mệnh giá là ½, 1, 5, 10 và 50 cent.Đồng ½ và 1 cent là những struck làm bằng đồng, những đồng khác làm bằng bạc.

## Giấy bạc
Bốn Ngân hàng tại Canada ban hành các loại giấy bạc, Ngân hàng New Brunswick, Ngân hàng trung tâm của New Brunswick, Ngân hàng thương mại New Brunswick và Ngân hàng nhân dân New Brunswick. Những mệnh giá được ban hành là 1, 2, 3, 4, 5, 8, 10, 20, 50 và 100 đô la. Giấy bạc của Ngân hàng Thương mại cũng ghi các mệnh giá trong những pound và shilling. Ngân hàng New Brunswick và Ngân hàng nhân dân New Brunswick tiếp tục phát hành các giấy bạc ở sau Confederation.

## Khác
- Krause, Chester L. & Clifford Mishler (1991). Standard Catalog of World Coins: 1801-1991 (ấn bản thứ 18). Krause Publications. ISBN 0-87341-150-1.
- Pick, Albert (1990). Standard Catalog of World Paper Money: Specialized Issues. Colin R. Bruce II and Neil Shafer (editors) (ấn bản thứ 6). Krause Publications. ISBN 0-87341-149-8.

## Liên kết
- Cải cách tiền tệ Lưu trữ ngày 28 tháng 11 năm 2007 tại Wayback Machine